# エミール・ムペンザ
エカ・バスンガ・ロコンダ・"エミール"・ムペンザ（Eka Basunga Lokonda "Émile" Mpenza, 1978年7月4日 - ）は、ベルギー・ゼリック出身の元サッカー選手、元ベルギー代表。現役時代のポジションはセンターフォワード。コンゴ民主共和国の国籍も持つ。
兄のムボも同じくサッカー選手であり、ベルギー代表経験がある。

## クラブ経歴

### ベルギー、ドイツ、カタール
母ロザリーと薬剤師の父アルセーヌの下で5人兄弟の1人としてベルギーに生まれ、2部のKVコルトレイクでキャリアを開始後に兄のムボと共に1部のREムスクロンと契約し、ジョルジュ・レーケンス監督の下でムボとコンビを組んで活躍する と、1996-97シーズン終了後に年間最優秀若手選手賞とエボニー・シューに輝き、ムボと共にスタンダール・リエージュへと移籍した。
2000年1月2日に同胞ミカエル・グーセンス (en) と入れ替わりにクラブ史上最高額となる移籍金1700万マルクでドイツ1部のシャルケ04と契約する。2月5日のアルミニア・ビーレフェルト戦で初出場、5日のヴェルダー・ブレーメン戦 (3-1) で初得点を挙げて以降、18日のVfBシュトゥットガルト戦 (3-0) では2得点を挙げる等、9試合6得点を記録する活躍から"マジック"と呼ばれる と、2季目は、さらにプレーに磨きをかけ、クラブの往年の名FWクラウス・フィッシャーからクラブ史上最高のコンビと称賛される程の前線をエッベ・サンドと築いてチームを牽引した。しかし、チームは惜しくも勝ち点差1で優勝を逃し、以後のシーズンは退団するまでの間でリーグ優勝を経験することはなく、また、ムペンザ自身も負傷やルディ・アサウアー (en) ゼネラル・マネージャーとの衝突により厳しいものだった。
2003年8月30日に移籍金150万ユーロ で古巣のスタンダール・リエージュと3年契約を締結して復帰を果たす と、ドミニク・ドノフリオ (en) 監督の下でアルマミ・モレイラ、モハメド・アリュー・ダッティ (en) らと攻撃を牽引して 28試合21得点を記録した。
そのスタンダールでの活躍から、2004年5月18日に移籍金250万ユーロでハンブルガーSVと4年契約を締結 し、同僚のモレイラと共に再度ドイツへ渡ることになったが、36試合5得点と地位を確立することが出来なかったため、2006年1月9日にカタール1部のアル・ラーヤンSCと移籍金150万ユーロで合意に達し、翌日に1年半契約を締結した。

### マンチェスター・シティ
アル・ラーヤンを退団して自由契約選手となった後、ダリウス・ヴァッセルとポール・ディコフ (en) が離脱して前線の駒不足に陥っているイングランド1部のマンチェスター・シティFCのトライアルに参加し、シティ・オブ・マンチェスター・スタジアムでのブラックプールFCとの練習試合 (3-0) で2得点を挙げて力を示したことで2007年2月16日にシーズン終了までの契約を締結する。契約を勝ち取った際に故郷のラジオ局Bel RTLに「自分はまだ終わっていないことをマンチェスターで証明したい」「カタールでプレーすることを選択した際に批判した全ての人たちを見返してやりたい」と意気込みを語った ムペンザは、ウィガン・アスレティックFC戦でゲオルギオス・サマラスに代わって後半から初出場を飾る と、3月17日のミドルズブラFC戦 (2-0) で初得点、出場2試合目となった30日のニューカッスル・ユナイテッドFC戦 (1-0) では決勝点を挙げ、精彩を欠くサマラスやベルナルド・コッラーディら前線の中でチームを支えた ことで5月5日に契約を2007-08シーズン終了までの1年延長させることに成功した。そして、シーズン最終日の敵地でのトッテナム・ホットスパーFC戦 (1-2) でも得点を挙げて3得点でシーズンを終了した。
2007-08シーズンは、開幕前のブリストル・ローヴァーズFC戦で得点を挙げて親善試合の初戦から好調さを見せていくと、シーズン開幕後のフラムFC戦、ブリストル・シティFC戦、ニューカッスル・ユナイテッド戦と次々と得点を重ねていき序盤の数試合こそ活躍を示した。しかし、その後、膝とハムストリングの負傷の影響 や2007年夏に就任したスヴェン＝ゴラン・エリクソン新監督と共に加入してきたロランド・ビアンキ、ヴァレリ・ボジノフ、ジェオヴァンニ、エラーノ・ブルメルらとの定位置争いに苦戦して出場機会は限定されており、さらに、冬の移籍市場でベンジャミン・ムワルワリ、ネリー・カスティージョ、フェリペ・カイセドの加入により状況が悪化して厳しい状況にある中、イングランド2部のレスター・シティFCを始めとした幾つかのクラブから期限付き移籍のオファーがあったものの、残留を決意した。しかし、最終的に状況は好転せず、得点も9月を最後に挙げることが出来なかったため、2008年7月に放出された。

### プリマス・アーガイル
2008年9月2日にイングランド2部のプリマス・アーガイルFCと1年契約を締結する。9月13日のノリッジ・シティFC戦 (1-2) で70分から初出場、チャールトン・アスレティックFC戦 (2-2) で初得点、カーディフ・シティFC戦 (2-1) で移籍後2得点目を記録した。しかし、またしても定期的な負傷に悩まされていたことでチーム最高となる週給1万ポンドを受け取っていたにもかかわらず、先発3試合を含めて9試合2得点と厳しい結果に終わった。

### キャリア晩年
シオン
プリマスとの契約が2009年6月30日に契約満了となった後、7月8日にスイス1部のFCシオンと1年延長オプション付きで2年契約を締結する。シオンでは、長年悩まされていた負傷の影響もなく、最終節のFCザンクト・ガレン戦 (5-1) でハットトリックを達成してクリスティアン・イアヌ (en) とマルコ・シュトレラーに並んで得点ランク2位となる21得点を挙げてキャリアを復活させた。
ネフチ・バクー
シオンでの活躍にオランダ1部のアヤックス・アムステルダムからマルコ・パンテリッチの後釜としてオファーがされるも、シオン側にとって入札内容が十分ではなかったために交渉が纏まらず、最終的に2010年8月3日にアゼルバイジャン1部のネフチ・バクーと3年半契約を締結することとなった。加入1季目は、冬の中断期間に行われた合宿での試合中に膝を痛めて手術を受けることになり、最大半年の離脱と診断される 困難な状況に置かれながらも、6得点というまずまずの成績を記録してチームのリーグ優勝を支援した。しかし、翌2011-12シーズンは、バハディール・ナシモフとフラヴィーニョ (en) のコンビの存在からボユカグハ・ハジエフ (en) 新監督の構想外となり、1試合平均22分（8試合出場165分）と出場機会が限定されていたため、シーズン終了後に退団となった。
エーントラハト・アールスト
ネフチ・バクーを退団して母国ベルギーへ戻った後は、2012年7月にワースラント＝ベフェレンの訓練に参加した のを皮切りに11月にKVCウェステルロー、2013年8月にホーフストラーテンVV、9月にロイヤル・アントワープFC と様々なクラブと接触したものの、契約に漕ぎ着けることが出来ず、1年以上の無所属状態が続いた末、最終的に2013年10月1日に2部のSCエーントラハト・アールストとシーズン終了までの契約を勝ち取ることに成功した。

## 代表経歴
ベルギー代表としては、1997年の北アイルランド戦 (0-3) で初出場を飾り、同年のサッカーサンマリノ代表戦 (6-0) で初得点を含む2得点を挙げる。1998 FIFAワールドカップ、UEFA EURO 2000には兄のムボと共に出場し、前者ではグループリーグ3試合全てに途中出場、後者ではブランコ・ストルパール (en) 、ルク・ニリスと相方を替えながらグループリーグ戦3試合に先発してスウェーデンとの初戦 (2-1) で得点を挙げている が、両大会ともグループリーグで敗退した。2002 FIFAワールドカップは負傷により欠場した。その後、個人的な理由により2004年4月のトルコ戦を前にして代表引退を表明したものの、同年10月に復帰をしている。
2007年6月6日のフィンランドとのUEFA EURO 2008予選を最後にクラブでのプレーに集中するために再度代表引退をした が、フランキー・ベルコーテレン監督の幾度もの説得により2009年8月6日に招集に応じ、12日のチェコとの親善試合で復帰を果たすと、10月10日のトルコとの2010 FIFAワールドカップ・ヨーロッパ予選で2得点を挙げ、2005年8月17日のギリシャとの2006 FIFAワールドカップ・ヨーロッパ予選以来の得点を記録する。同試合の得点が最後となり、1997年から2009年までの間に57試合19得点を記録した。

## 私生活
2002年にDominique Standaert監督によるコメディ映画Hopに出演している。

## 代表歴

### 出場大会
- ベルギー代表
  - 1998 FIFAワールドカップ

### 試合数
- 国際Aマッチ 57試合 19得点（1997年-2009年）[54]

| ベルギー代表 | 国際Aマッチ | 国際Aマッチ |
| 年           | 出場        | 得点        |
| ------------ | ----------- | ----------- |
| 1997         | 5           | 2           |
| 1998         | 8           | 0           |
| 1999         | 9           | 4           |
| 2000         | 7           | 3           |
| 2001         | 6           | 3           |
| 2002         | 2           | 0           |
| 2003         | 4           | 2           |
| 2004         | 1           | 0           |
| 2005         | 7           | 3           |
| 2006         | 3           | 0           |
| 2007         | 2           | 0           |
| 2008         | 0           | 0           |
| 2009         | 3           | 2           |
| 通算         | 57          | 19          |

## タイトル
クラブ
シャルケ04
- DFBポカール : 2000-01, 2001-02

ハンブルガーSV
- UEFAインタートトカップ : 2005

ネフチ・バクー
- アゼルバイジャン・プレミアリーグ : 2010-11

個人
- ベルギー・プロフェッショナル・フットボール・アワード年間最優秀若手選手部門 : 1996-97
- ベルギー・エボニーシュー : 1997